# Cedar Creek, Arizona
Cedar Creek je naseljeno područje za statističke svrhe u američkoj saveznoj državi Arizona. Prema popisu stanovništva iz 2010. u njemu je živjelo 318 stanovnika.